# Кистанов, Аркадий Игоревич
Аркадий Игоревич Кистанов (1 апреля 1994; Москва, Россия) — российский яхтсмен, многократный чемпион России в классе «Финн», чемпион мира среди юниоров 2011 года, мастер спорта.

## Спортивная биография
Начал заниматься парусом с 2005 года на яхтах класса «Луч» на базе ЦСК ВМФ в Москве у тренеров Алексея Алексеевича Чарикова, Романа Олеговича Шумского и Андрея Михайловича Макарова.
В 2011 году выиграл чемпионат мира среди юниоров (Серебряный Кубок класса «Финн»), в 2015 выиграл Молодежный Чемпионат Европы в классе "Финн". Призер первенств Европы и Мира 2012-2017 годов.
Победитель пяти чемпионатов России в классе «Финн» 2016, 2017, 2018, 2019 и 2020 годов.
По состоянию на 2023 год работает тренером в Италии.
В конце мая 2025 года избран вице-президентом по развитию Международной ассоциации класса "Финн".

## Образование
- Окончил Российский государственный университет физической культуры, спорта, молодёжи и туризма.